# Asthena ochrifasciaria
Asthena ochrifasciaria es una especie de polilla de la familia Geometridae. La especie fue descrita por primera vez por John Henry Leech en 1897, con distribución a nivel de Oiwake (Hokkaidō) en Japón.

## Descripción
Suele ser más grande que la A. albulata, aunque también se encuentran ejemplares pequeños. Las alas anteriores son de color blanco amarillento, con numerosas líneas transversales. Las cuatro primeras, son curvadas y están separadas del grupo medio por una estrecha banda clara. El grupo medio consta de tres líneas gruesas, la primera cruzando el punto celular y el espacio entre ellas mayormente relleno de un sombreado marrón amarillento, formando una especie de banda que se estrecha en el margen posterior del ala. Las alas posteriores son redondeadas y poco demarcadas. Ambas alas cuentan con un punto celular negro.